# Svemir Delić
Svemir Delić (Signo, 14 settembre 1929 – Spalato, 3 gennaio 2017) è stato un calciatore croato, di ruolo difensore.

## Biografia
Nato a Signo, suo fratello maggiore Mladen è stato un famoso telecronista sportivo.

## Caratteristiche tecniche
Svemir Delić ha fatto il suo debutto come difensore centrale, ma dopo sole quattro partite è stato spostato al ruolo di terzino destro, dove ha giocato per il resto della sua carriera. Alto, robusto e con un'eccellente abilità di tiro con entrambi i piedi. Era molto abile nel gioco aereo ed aveva uno spiccato senso della posizione. Si può dire che fosse un difensore moderno che giocava con intelligenza.

## Carriera

### Club
Cresciuto nelle giovanili dell'Junak Sinj, nel 1949 si trasferisce nella Dinamo Zagabria, dove si rivela uno dei giocatori chiave della stagione 1951. Si classifica secondo in campionato con i Modri a causa della differenza reti e vince la Coppa di Jugoslavia, pur non disputando neanche una presenza in quest'ultima competizione a causa di un infortunio.
Nel 1952 passa tra le file dell'Hajduk Spalato dove debutta il 22 marzo 1953, in occasione del match di campionato vinto 1-0 contro il Velež Mostar. Veste la casacca dei Bili per due stagioni, collezionando 15 presenza ufficiali tra campionato e coppa.
Terminata l'avventura nel club spalatino, milita nel NK Zagabria fino al 1959, anno in cui appende gli scarpini al chiodo in seguito ad un grave infortunio al ginocchio.

### Nazionale
Ha disputato con la nazionale croata la storica partita, l'unica disputata dalla Croazia durante la Repubblica jugoslava, vinta 5-2 contro l'Indonesia il 12 settembre 1956.

## Palmarès

### Club
- Coppa di Jugoslavia: 1

Dinamo Zagabria: 1951